# Домашовець Володимир
Володимир Григорович Домашовець (нар. 1 березня 1926, Забір'я) — американський письменник, редактор, баптистський пастор.

## Біографія
Народився 1 березня 1926 року у селі Забір'ї (нині Львівський район Львівської області, Україна). Син Григорія Домашовця. Протягом 1953—1956 років студіював теологію у Швейцарії та Англії, потім у Сполучених Штатах Америки.
З 1952 року редагував журнал «Віра і наука»; з 1975 року — «Післанець правди». У 1977 та 1989 роках на трирічний термін обирався головою Об'єднання українських євангельсько-баптистських церков у США. З 1990 року очолював Всеукраїнське євангельсько-баптистське братство. Автор релігійних віршів, проповідей та богословських статей.
У 1990-х роках здійснив низку подорожей в Україну, де зміцнив співпрацю з Об'єднанням баптистів України.